# ديفيد أوكسلي
ديفيد أوكسلي (بالإنجليزية: David Oxley)‏ هو ممثل بريطاني (وحمل سابقاً جنسية المملكة المتحدة لبريطانيا العظمى وأيرلندا)، ولد في 7 نوفمبر 1920 في المملكة المتحدة، وتوفي في 30 أكتوبر 1985 في إسبانيا.

## وصلات خارجية
- ديفيد أوكسلي على موقع IMDb (الإنجليزية)
- ديفيد أوكسلي على موقع قاعدة بيانات الفيلم (الإنجليزية)